# Козловский, Яков Абрамович
Я́ков Абра́мович Козло́вский (29 июля 1921, Истра, Россия — 1 июня 2001, Москва, Россия) — русский советский поэт и переводчик. Член ВКП(б) с 1944 года. Заслуженный деятель искусств Дагестанской АССР (1960).

## Биография
Родился 29 июля 1921 года в городе Истре (ныне Московская область). В 1939 году призван в армию, служил на западной границе. С начала Великой Отечественной войны — младший командир 136-го полка 97-й стрелковой дивизии, с 1942 — литсотрудник газеты «Красное знамя» 28-й армии. Был тяжело ранен в 1943 году, уволен из армии по ранению осенью 1944.
Окончил Литературный институт им. А. М. Горького в 1949 году. Лауреат премии имени Сулеймана Стальского — 1972; премии имени Н. С. Тихонова — 1982.
Автор стихов (вошли в сборник «Разноплеменная молва», 1992), переводчик Г. Цадасы, Р. Г. Гамзатова, К. Ш. Кулиева, И. Амихая, И. К. Тарбы.
С 1957 года жил в кооперативе «Московский писатель», улица Черняховского, дом 4, кв. 49. Периодически уезжал работать в Дом творчества писателей «Переделкино».
Умер 1 июля 2001 года. Похоронен на Химкинском кладбище.

## Произведения

### Поэзия
- Офицер связи: Стихи. — М.: Советский писатель, 1961.
- О словах разнообразных — одинаковых, но разных: Стихи. — М., 1963, 1965.
- Тропа: Стихи. — Махачкала, 1964.
- У буквы-невелички — волшебные привычки: Стихи. — М., 1966.
- Каламбуры. — Махачкала, 1967.
- Вереск: Стихи. — М.: Советский писатель, 1969.
- Избранная лирика. — М., 1970. — (Библиотечка избранной лирики)
- Веселые приключения не только для развлечения: Стихи. — М.: Детская литература, 1971.
- Арена: Стихи. — М.: Советский писатель, 1972. — 96 с. — 20 000 экз.
- Нагорья лет: Стихи и переводы. — Махачкала, 1972.
- Воочию: Стихи. — М.: Художественная литература, 1974.
- Созвездие близнецов: Стихи. — М.: Современник, 1974.
- Прежде кумекай, потом кукарекай: Стихи. — М.: Советская Россия, 1975.
- Две музы — две сестры. — М.: Советская Россия, 1978.
- Осенняя страда: Стихи. — М.: Современник, 1979.
- Веселые приключения не только для развлечения. — М., 1979.
- Как в молодости отдаленной: Стихи. — М.: Правда, 1981.
- Кизиловая ветвь. — Махачкала, 1981.
- Вещий знак: Стихи. — М.: Детская литература, 1983.
- Избранное. — М.: Художественная литература, 1983.
- Похвальное слово аджике. — М., 1985.
- Вольница. — М., 1986.
- Пожарная лошадь. — М., 1989.
- Разноплеменная молва. — М., 1992.
- Веселые приключения не только для развлечения. — М., 1993.
- Колчан Эрота. — М., 1994.

### Песни на стихи в переводе Я. Козловского
- С любовью к женщине — Р. Г. Гамзатов, пер. Я. Козловский, композитор О. Б. Фельцман.
- Разве тот мужчина — Р. Г. Гамзатов, пер. Я. Козловский, композитор О. Б. Фельцман.
- Это мы — Р. Г. Гамзатов, пер. Я. Козловский, композитор О. Б. Фельцман.
- Долалай — Р. Г. Гамзатов, пер. Я.Козловский, композитор Полад Бюльбюль-оглы.

См. также песни О. Б. Фельцмана на http://feltzman.narod.ru/song.htm

### Переводы Я. Козловского
Перевёл на рус. яз. пьесы «Ай тотолган тондэ» («В ночь лунного затмения», 1967), «Ҡыҙ урлау» («Похищение девушки», 1969), «Айгуль иле» (1972), «Салауат. Өн аралаш ете төш» («Салават. Семь сновидений сквозь явь», 1972), стихотворения М. Карима.
Авторские сборники:
- Шомахов А. Стихи для детей. — Нальчик, 1949.
- Мамсуров Д. Сказка про лентяя Габиша и его друга Лата. / Пер. с осетинского. — М.; Л., 1951; 1958.
- Расул Гамзатов. Мой дедушка. — М., 1955, 1957.
- Ковусов А. Ёлка в пустыне. / Пер. с туркменского. — М., 1955.
- А. Кешоков. Девочка с косичками. — М., 1957.
- Шомахов А. Жамбот и Камбот. — М., 1957.
- Рашидов Р. К нам в аул Мороз пришел. — М., 1958.
- Шинкуба Б. Роман в стихах. — Тбилиси, 1958.
- Хаппалаев Ю. Горячее сердце друга. — Махачкала, 1959.
- Жалоба бочки. — Махачкала, 1960.
- Чанка. Стихотворения. — Махачкала, 1960; 1963.
- Кайсын Кулиев. Зелёная сказочка. — Нальчик, 1963.
- Р. Гамзатов. Горянка. — М., 1963.
- Кайсын Кулиев. Утренняя сказка. — М., 1964.
- Мирзаев А. Я тот самый мальчик. — М., 1965.
- Эхо в степи. — М., 1965.
- Баганадов Г.-Б. Алим и Керим. — М., 1966.
- Чанка. Соперница звезд; Стихотворения. — М., 1966.
- О друзьях моих и ваших. — М., 1969.
- Рашидов Р. Песня горского мальчика. — Махачкала, 1971.
- Расул Гамзатов. Граница. — М., 1972.
- Рамазанов Б. Стихи. — М., 1972.
- Юсупов Н. День рождения. — М., 1973.
- Тарба И. Книга песен. — М., 1973.
- Рашидов Р. Хороший день. — М., 1974.
- Юхма М. Сурбан. / Пер. с чувашского. — М., 1974.
- Р. Гамзатов. Персидские стихи. — М.: Правда, 1975.
- А. П. Кешоков. Кубок неба. — М.: Сов. писатель, 1975.
- А. П. Кешоков. Четыре времени года. — М.: Правда, 1975.
- Мудрое слово. — Абакан, 1976.
- Р. Гамзатов. Горянка. — М., 1976.
- Цадаса, Гамзат. Уроки жизни. — Махачкала, 1977.
- Шомахов А. Необъезженный козел. — Нальчик, 1978.
- Б. Я. Бедюров. Небесная коновязь. / Пер. с алтайского. — М.: Современник, 1979.
- Кильчичаков М. Почему марал сбрасывает рога? / Пер. с хакасского. — М., 1979.
- Лоик Ш. Струны дождя. — М., 1979.
- Р. Гамзатов. Горские элегии. — М., 1980.
- Ибн Сина. Сатурна предел. — Душанбе, 1980.
- Харлампьева Н. И. Ночной полет. — М.: Молодая гвардия, 1980.
- А. Кешоков. Стихи-стрелы. — М.: Современник, 1981.
- Рашидов Р. Умелец из Балхара. / Пер. с даргинского. — М., 1982.
- Хаппалаев Ю. Р. Долг. / Пер. с лакского. — М., 1982.
- Р. Гамзатов. Очарованный всадник. — М.: Правда, 1983.
- Р. Гамзатов. Разве тот мужчина? — М., 1983.
- Р. Гамзатов. Покуда вертится земля. — М.: Воениздат, 1983.
- Горохов В. М. Братья. / Пер. с марийского. — Йошкар-Ола, 1983.
- Рашидов Р. Разбудить хочу я эхо. — М., 1983.
- Юсупов Н. День рождения. / Пер. с лакского. — М., 1986.
- Р. Гамзатов. Две поэмы. — М., 1988.
- Харлампьева Н. Красный подснежник. / Пер. с якутского. — М., 1988.
- Хакимов А. Путник. — М., 1989.
- Акбаев А. Свет доброты. — Ставрополь, 1990.
- Ханум. Даргинское нар. сказание. — Махачкала, 1990.
- Гамзат Цадаса. Избранное. / Пер. с аварского Н. И. Гребнева, Д. Голубкова, А. Глобы, Я. Козловского, С. И. Липкина, Ю. М. Нейман, Т. Стрешневой, Л. Пеньковского, В. Казина, Н. С. Тихонова. — М.: Художественная литература, 1977. — 404 с.
- Расул Гамзатов. Высокие звёзды. Стихи и поэма. / Авторизованный перевод с аварского Наума Гребнева, Я. Козловского. — Советский писатель, 1963; 1964.
- Расул Гамзатов. Избранное в двух томах. — Том I / Пер. Н. И. Гребнева и Я. Козловского. — Художественная литература, 1964.
- Расул Гамзатов. Библиотека избранной лирики. / Пер. с аварского Наума Гребнева, Я. Козловского. — Молодая Гвардия, 1965.
- Расул Гамзатов. Мулатка. Стихи. / Авторизованный перевод с аварского Наума Гребнева, Я. Козловского. — Советский писатель, 1966.
- Расул Гамзатов. А что потом? / Пер. Н. И. Гребнева и Я. Козловского. — М.: Библиотека «Крокодила», 1969.
- Расул Гамзатов. Третий час. / Перевод Я.Козловского и Наума Гребнева. — М., 1971.
- Расул Гамзатов. Третий час. / Авторизованный перевод с аварского Наума Гребнева и Я. Козловского. — Советский писатель, 1971.
- Расул Гамзатов. Берегите друзей. / Пер. Н. И. Гребнева и Я. Козловского. — Современник, 1972.
- Расул Гамзатов. Высокие звёзды. / Пер. Н. И. Гребнева и Я. Козловского. — Художественная литература, 1972.
- Расул Гамзатов. Избранные стихи. / На русском и английском языках. Пер. на англ. Питера Темпеста. Пер. на русский Н. И. Гребнева и Я. Козловского. — М.: Прогресс, 1976.
- А. Кешоков. Звёздный час. / Пер. Наума Гребнева и Я.Козловского. — М.: Современник, 1979.
- А. Кешоков. Книга утра. / Пер. Наума Гребнева, Я.Козловского. — М.: Советский писатель, 1983.
- А. Кешоков. Огонь для ваших очагов. / Пер. Наума Гребнева, Я. Козловского. — М.: Современник, 1984.
- А. Кешоков. Мёд воспоминаний. / Авторизованный перевод с кабардинского Наума Гребнева и Я. Козловского. — М.: Современник, 1987.
- Кайсын Кулиев. / Пер. Наума Гребнева, Я. Козловского. — (Библиотека избранной лирики). — М.: Молодая гвардия, 1964.
- Кайсын Кулиев. Раненый камень. / Пер. Наума Гребнева, Я. Козловского, М. Дудина, Семена Липкина, Наума Коржавина. — М.: Советский писатель, 1964. — 312 с.
- Кайсын Кулиев. Завещанный мир. Стихи. / Пер. с балкарского Наума Гребнева, Я. Козловского, Наума Коржавина. — 32 с. — Библиотека «Огонька». — М.: Правда, 1965.
- Кайсын Кулиев. Звездам — гореть! Избранная лирика. / Пер. с балкарского Наума Гребнева, Я. Козловского, Наума Коржавина, О. Чухонцева, Е. Елисеева, Д. Голубкова, Л. Шифферса, Д. Кедрина. — М.: Советская Россия, 1973. — 544 с.
- Кайсын Кулиев. Колосья и звезды. Современник. / Пер. с балкарского Наума Гребнева, Я. Козловского, М. Дудина, Д. Долинского. — М., 1979. — 382 с.
- Кайсын Кулиев. Краса земная. / Пер. с балкарского Наума Гребнева, Я. Козловского, Я. Акима, Ю. Нейман, Е. Елисеева, Д. Голубкова. — М.: Советская Россия, 1980. — 416 с.